# Ursus, Warszawa
Ursus är ett distrikt i västra Warszawa. Ursus har 44 312 invånare.